# Agriades amphiroe
Agriades amphiroe is een vlinder uit de familie van de Lycaenidae. De wetenschappelijke naam van de soort is voor het eerst geldig gepubliceerd in 1910 door Oberthür.